# Ally Wollaston
Ally Wollaston (Auckland, 4 de enero de 2001) es una deportista neozelandesa que compite en ciclismo en las modalidades de pista y ruta.
Participó en los Juegos Olímpicos de París 2024, obteniendo dos medallas, plata en la prueba de persecución por equipos (junto con Bryony Botha, Emily Shearman y Nicole Shields) y bronce en ómnium.
Ganó cuatro medallas en el Campeonato Mundial de Ciclismo en Pista, en los años 2023 y 2024.

## Medallero internacional
| Juegos Olímpicos   | Juegos Olímpicos      | Juegos Olímpicos  | Juegos Olímpicos        |
| Año                | Lugar                 | Medalla           | Competición             |
| ------------------ | --------------------- | ----------------- | ----------------------- |
| 2024               | París (Francia)       | Medalla de plata  | Persecución por equipos |
| 2024               | París (Francia)       | Medalla de bronce | Ómnium                  |
| Campeonato Mundial |                       |                   |                         |
| Año                | Lugar                 | Medalla           | Competición             |
| 2023               | Glasgow (Reino Unido) | Medalla de plata  | Persecución por equipos |
| 2024               | Ballerup (Dinamarca)  | Medalla de oro    | Eliminación             |
| 2024               | Ballerup (Dinamarca)  | Medalla de oro    | Ómnium                  |
| 2024               | Ballerup (Dinamarca)  | Medalla de bronce | Scratch                 |

## Palmarés
2022
- 2.ª en el Campeonato de Nueva Zelanda en Ruta
- Gran Premio de Morbihan
- 1 etapa del Lotto Belgium Tour

2023
- Campeonato de Nueva Zelanda en Ruta
- Festival Elsy Jacobs, más 1 etapa

2024
- 1 etapa del Tour Down Under
- 2 etapas de la Volta a Cataluña

2025
- Clásica Costa Surf
- Cadel Evans Great Ocean Road Race
- Clásica de Almería
- Vuelta a Gran Bretaña
- 1 etapa del Tour Internacional de los Pirineos